# Машинная вышивка

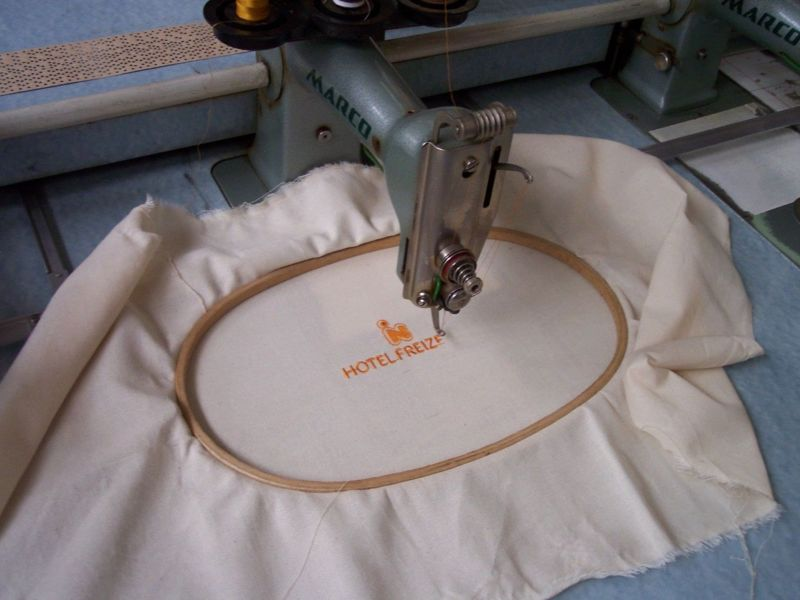
Процесс машинной вышивки

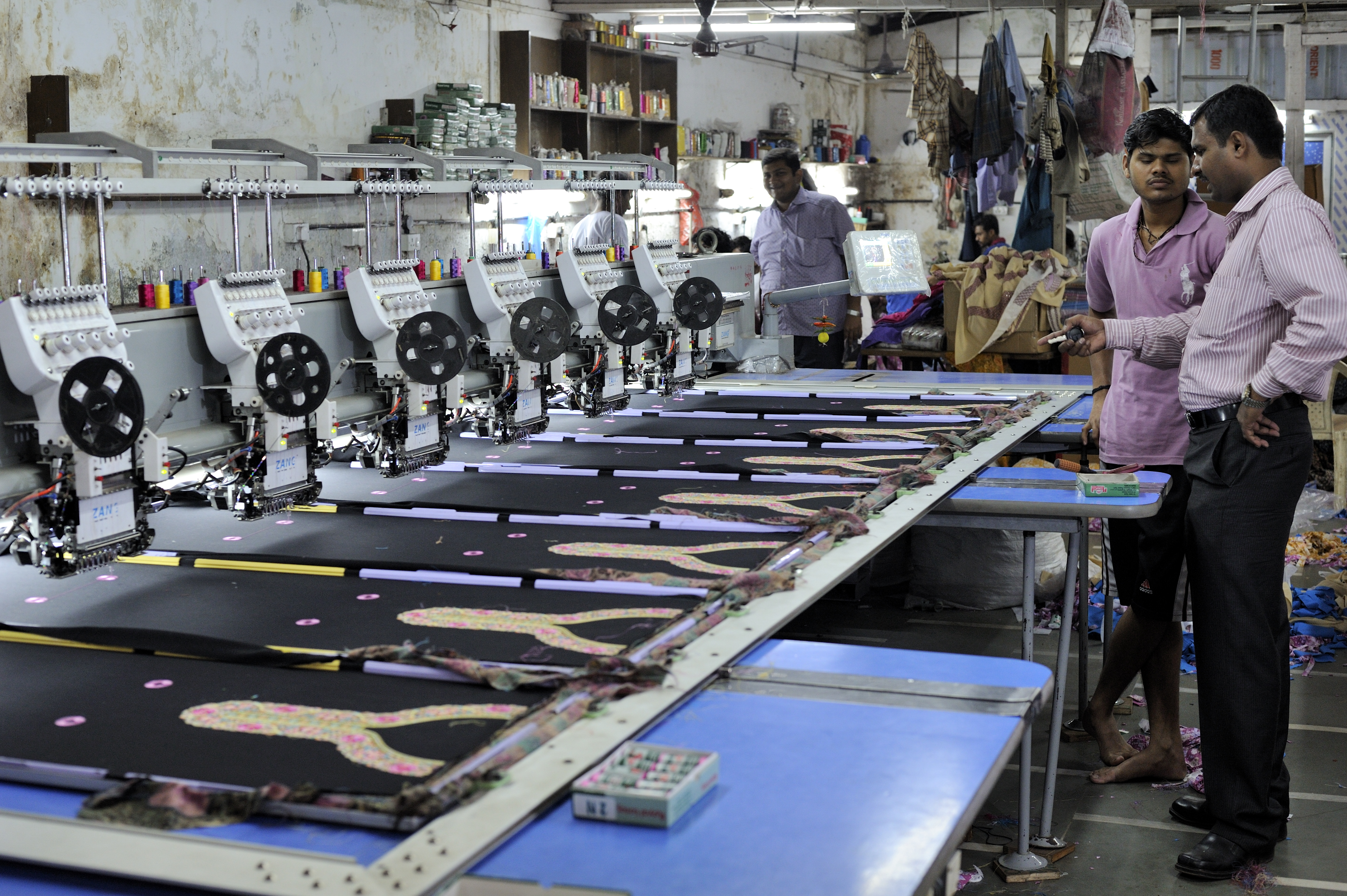
Машинная вышивка в Индии

Существуют два основных типа машинной вышивки:
- свободно-ходовая машинная вышивка;
- компьютерная вышивка.

Свободно-ходовая машинная вышивка выполняется на швейной машине после определённой её настройки (как для штопки). Ткань заправляется в пяльцы и вышивальщица двигает ими, создавая узор. От мастера требуются опыт и сноровка, чтобы стежки ложились равномерно.
Компьютерная вышивка — это вышивка, выполняемая специальными автоматическими вышивальными машинами, работа которых осуществляется по заданной дизайнером или конструктором программе.
Первая машинка для вышивания появилась в 1821 году во Франции.
На выставке в этой же стране в 1854 году большой ажиотаж вызвала машина Гейльмана, чьё появление стало толчком к развитию вышивальных производств. В современных условиях рисунок вышивки обычно формируется на компьютере, соединенном с вышивальным станком, который согласно командам может наносить единожды сформированный узор на подающуюся ткань. Узоры могут быть обработаны различными редакторами машинной вышивки и сохранены в файлах различных вышивальных форматов, например: FDR (Barudan), ART (Bernina), EMB, DST (Распространённый промышленный формат), PES (Brother), HUS (Husquarna), JEF (Janome), и т. д.
Сегодня спрос на машинную вышивку продолжает расти, это связано с тем, что автоматизация позволяет выпускать неограниченный тираж изделий, а само оборудование имеет большие возможности. Например, дизайны машинной вышивки размещаются на многочисленных сайтах (форумах) как платно, так и бесплатно.

## История
До середины девятнадцатого века вышивку выполняли вручную. После изобретения станков с программным управлением вышивка выполнялась автоматом, в котором пяльцы перемещались по программе, заложенной в бумажных перфокартах в виде отверстий, расположенных в определённом порядке. Перфокарты применялись до семидесятых годов двадцатого столетия. После создания персональных компьютеров начали появляться редакторы компьютерной вышивки, например, WILCOM, TAJIMA, BARUDAN. Эти редакторы значительно упростили процесс программирования дизайнов, но использовались они только на больших производствах. Для переноса информации с компьютера на вышивальный автомат по-прежнему служила перфорированная лента. Редактор компьютерной вышивки в комплекте с насекателем лент был дорогим удовольствием. Поэтому выпускался один комплект редактора с насекателем на 5-10 многоголовочных вышивальных машин. Ситуация кардинально изменилась с выходом на рынок бытовых вышивальных машин, в них информация переносится с компьютера цифровым носителем или передаётся непосредственно с компьютера на машину электрическим кабелем.
Таким образом, технология машинной вышивки постоянно совершенствовалась: сначала источником информации были перфокарты, которые ограничивали скорость вышивки и не всегда давали качественный результат, а сегодня используется многоголовочное вышивальное оборудование на микропроцессорах.

## Изделия. Сложности нанесения машинной вышивки
Список изделий, которые современные производители украшают вышивкой, очень большой: футболки, платья, рубашки, куртки, толстовки, головные уборы (вязаные шапки, кепки), шарфы, сумки, одежда для промоакций и даже обувь. Безусловно, все эти изделия могут иметь не совсем удобную для выполнения вышивки форму, поэтому производители используют разнообразные приемы адаптации одежды и её частей.
Любая вышивка требует свободного доступа с обеих сторон к рабочей зоне материала. Особую сложность представляет наличие швов, декоративных элементов, срезов и других сложных конструктивных участков непосредственно на рабочей зоне. Для адаптации к вышивке частей одежды производители делают цельнокроеные спинки, часто дублируется материал рабочей области, на многослойной одежде с подкладкой обязательно обеспечивается доступ к изнаночной стороне основного материала, для рабочей зоны может подбираться более плотный материал или даже другого цвета — с учётом возможного нанесения вышивки.
Для вышивки на головных уборах, имеющих сложную форму — на кепках и бейсболках — используется специальное оборудование, при этом для нанесения вышивки чаще всего используются пятиклинные бейсболки.

## Технология машинной вышивки
Сам процесс машинной вышивки с точки зрения технологии состоит из двух этапов, тесно связанных друг с другом и достаточно самостоятельных с точки зрения производственного процесса: конструкторского (создание программ для вышивальных машин) и технического (непосредственно изготовление вышивки). Сегодня существует множество производителей, специализирующихся только на одном направлении и имеющих развитую инфраструктурную систему.

### Панчеры — создатели программ для вышивальных машин
Людей, создающих программы для автоматических машин, называют панчерами. Это название появилось от английского «puncher», что в переводе обозначает «перфоратор», «пробойник». Так сначала называли самых первых дизайнеров машинной вышивки, которые использовали перфокарты для задания машине рабочего алгоритма — они делали на них проколы, то есть перфорацию. Современные панчеры используют высокотехнологичную технику, поэтому одновременно выполняют работу художников, программистов и дизайнеров.

## Виды вышивальных машин
Все вышивальные машины можно разделить на две большие группы — профессиональные (промышленные) и бытовые, различаются они, соответственно, своими габаритами и возможностями эксплуатации.

### Профессиональные вышивальные машины
На профессиональных вышивальных машинах устанавливается несколько головок и несколько игл (от 1 до 24), что позволяет одновременно отшивать несколько изделий, а также большого размера пяльцы. У таких машин высокая скорость работы, а их стоимость зависит от степени автоматизации и возможностей оборудования и может находиться в пределах от 3 до 100 тысяч долларов. Одними из самых распространенных машин, имеющих высокое качество вышивки, являются машины TAJIMA -производит машины с 1944 года, а первая много головочная машина выпущена в 1964 году и Barudan- вышивальные машины производятся с 1959 года. Эти две компании остаются лидерами во всем мире и на сегодняшний день.

### Бытовые вышивальные машины
Чаще всего бытовые швейные машины используются для работы в небольших ателье и в домашних условиях, так как имеют низкую производительность — одновременно можно работать только с одним образцом и необходимо постоянное присутствие человека, сменяющего нить.
Монограммные вышивальные машины.
Монограммными вышивальными машинами называют машины с небольшими пяльцами (не более 120 x 120 мм) и упрощенными возможностями редактирования. Такое оборудование используется для работы с небольшими вышивками. К недостаткам монограммных вышивальных машин относят маленькие размеры экранов, а также обязательность применения специальных программ при работе со своими образцами, например, PE-DESIGN. Скорость работы таких машин в среднем составляет 400—600 стежков в минуту.
Швейно-вышивальные комплексы.
Швейно-вышивальные комплексы — это многофункциональные машины, разработанные по принципу «два в одном». В результате выполнения несложных и простых действий, а именно, снятия швейного стола и установки вышивального модуля, пользователь легко перейдёт от швейных работ непосредственно к вышиванию дизайна.
Швейно-вышивальные комплексы имеют гораздо больше возможностей по сравнению с монограммными, обладают расширенным набором встроенных опций, а также настроек для выполнения качественных вышивок. Стоит отметить, что множество производителей на рынке швейно-вышивальных машин породило множество форматов файла машинной вышивки (почти у каждого производителя свой формат), но эта проблема решается с помощью специализированных программ-конвертеров (Wilcom TrueSizer, Pulse Ambassador) и программных комплексов (Embird), которые позволяют конвертировать дизайн в нужный формат. Ниже перечислены основные марки производителей швейно-вышивальных машин и разработчиков программного обеспечения в соответствии с форматами файла машинной вышивки:
1. Ameco .NEW
2. Babylock, Bernina, Brother .PEC .PES
3. Bernina .ART
4. Barudan .DAT .FDR .FMC .E?? .F?? .U?? (?? = 01-99)
5. Bits and Volts .BRO
6. Brother .PHB .PHC
7. Compucon, Singer .XXX
8. Data-Stitch .STX
9. Elna Xquisite .EMD
10. Garudan .SSP
11. Gold Thread .GT
12. Happy (HappyJapan) .TAP
13. Inbro .INB
14. Janome .JEF .JEF+ .PTN .SEW
15. Juki .M1 .M2 .M3 .M4
16. Melco .ASD .CND .EXP
17. Mitsubishi .MIT
18. Pfaff .9MM .KSM .MAX .PCD .PCM .PCQ .PCS .SPX .VIP .VP3
19. Poem, SingerEU .CSD
20. Proel(Proel TSI) .CXM .PMU .PUM
21. Quilting: CompuQuilter .CMD CQP
22. Quilting: HandiQuilter .HQF
23. Quilting: IntelliQuilter .IQP
24. Quilting: .PAT .SSD
25. Quilting: Statler Stitcher, HQ Pro-Stitcher .QLI
26. Quilting: PC Quilter .TXT
27. Siruba .PLT
28. Smarteer Sew Style .SSS
29. Sunstar .DAT
30. Sunstar SWF .SST
31. Tajima .DSB .DST .DSZ .TBF
32. Toyota .100
33. Viking Designer 1 .SHV
34. Viking Husqvarna .HUS
35. Velles. DST
36. Wilcom Barudan .T03
37. Wilcom Pfaff .T09
38. Wilcom Tajima .T01
39. Wilcom Zangs .T04
40. Wilcom ZSK .T05
41. ZSK TC .Z?? (?? = 00-99)

## Способы передачи данных в вышивальную машину
- USB-устройства.

Использование USB-устройств на сегодняшний день — это, пожалуй, самый удобный из всех вариантов передачи данных в вышивальную машину. Машина может распознавать данные не только на обычных флешках, но и CD-дисках и даже работать с устройствами для беспроводной связи с компьютером. Кроме того, некоторые машины могут работать с такими носителями, как PCMCIA или картами CompactFlash.
- Карты памяти собственного стандарта.

В комплекте с такими машинами обычно идут соответствующие карты памяти, адаптеры и кардридеры. Этот способ неудобен в тех случаях, когда необходимые детали приходится искать отдельно, то есть когда оборудование не входит в заводскую комплектацию машины.
- Прямое подключение к компьютеру.

Этот способ удобен, когда есть возможность рядом с вышивальной машиной установить компьютер, однако если такой вариант единственный и других способов передачи данных нет, то он чреват разного рода неприятными ситуациями, связанными с неожиданными неисправностями компьютера.

## Качество машинной вышивки
Для оценки качества машинной вышивки существует ряд критериев:
- Все стежки плотно лежат на ткани.
- Вышивка не выглядит рыхлой.
- Нижняя нить не видна на лицевой стороне вышивки.
- Петли не выбиваются из застила.
- Переплетение нитей образовывается на изнанке.
- На изнанке нет необъяснимых петель и узлов из верхней нити.
- Нижняя нить с изнанки занимает 2/3 ширины гладьевого валика (гладьевой валик — основной шов гладьевой вышивки, ряд плотно прилегающих друг к другу параллельных стежков).